# Хроника Холодной войны (1980 год)
Хронология Холодной войны
- 1943
- 1944
- 1945
- 1946
- 1947
- 1948
- 1949
- 1950
- 1951
- 1952
- 1953
- 1954
- 1955
- 1956
- 1957
- 1958
- 1959
- 1960
- 1961
- 1962
- 1963
- 1964
- 1965
- 1966
- 1967
- 1968
- 1969
- 1970
- 1971
- 1972
- 1973
- 1974
- 1975
- 1976
- 1977
- 1978
- 1979
- 1980
- 1981
- 1982
- 1983
- 1984
- 1985
- 1986
- 1987
- 1988
- 1989
- 1990
- 1991

- 3—4 января: Президент США Джимми Картер снимает договор ОСВ-2 с утверждения Сенатом и запрещает продажу технологий Советскому Союзу.
- 22 января: По дороге на работу в Москве задержан КГБ лауреат Нобелевской премии мира академик Андрей Сахаров, а затем вместе с женой Еленой Боннэр без суда сослан в Горький. Начинается семилетняя ссылка учёного с лишением всех советских наград и званий, и травлей в печати.
- 27 января: Доктрина Картера обязывает Соединённые Штаты защищать страны Персидского залива от внешнего вторжения.
- 25 февраля: В Суринаме произошёл военный переворот, в конечном итоге приведший к установлению в стране военной диктатуры.
- 21 марта: США и их союзники бойкотируют летние Олимпийские игры 1980 года (15 июля — 3 августа) в Москве.
- 17 апреля: Роберт Мугабе становится премьер-министром Зимбабве.
- 24 апреля: Операция вооружённых сил США «Орлиный коготь» с целью спасения 53 заложников из посольства США в Тегеране заканчивается полным провалом.
- 30 апреля: Посольство Ирана в Лондоне захватили боевики ДРФЛА, что привело к шестидневной ситуации с заложниками.
- 4 мая: Иосип Броз Тито, коммунистический лидер Югославии с 1945 года, умирает в возрасте 88 лет в Любляне.
- 31 августа: В Польше подписано Гданьское соглашение после волны забастовок, начавшейся на верфях имени Ленина в Гданьске. Соглашение предоставляет более широкие гражданские права, такие как создание профсоюза, известного как «Солидарность», неподконтрольного правящей коммунистической партии.
- 22 сентября: Вооружённые силы Ирака начали вторжение в Иран, начинается ирано-иракская война.
- 6 октября: Начало войны в Уганде.
- 8 декабря: Убийство Джона Леннона.